# Tronçonneuse

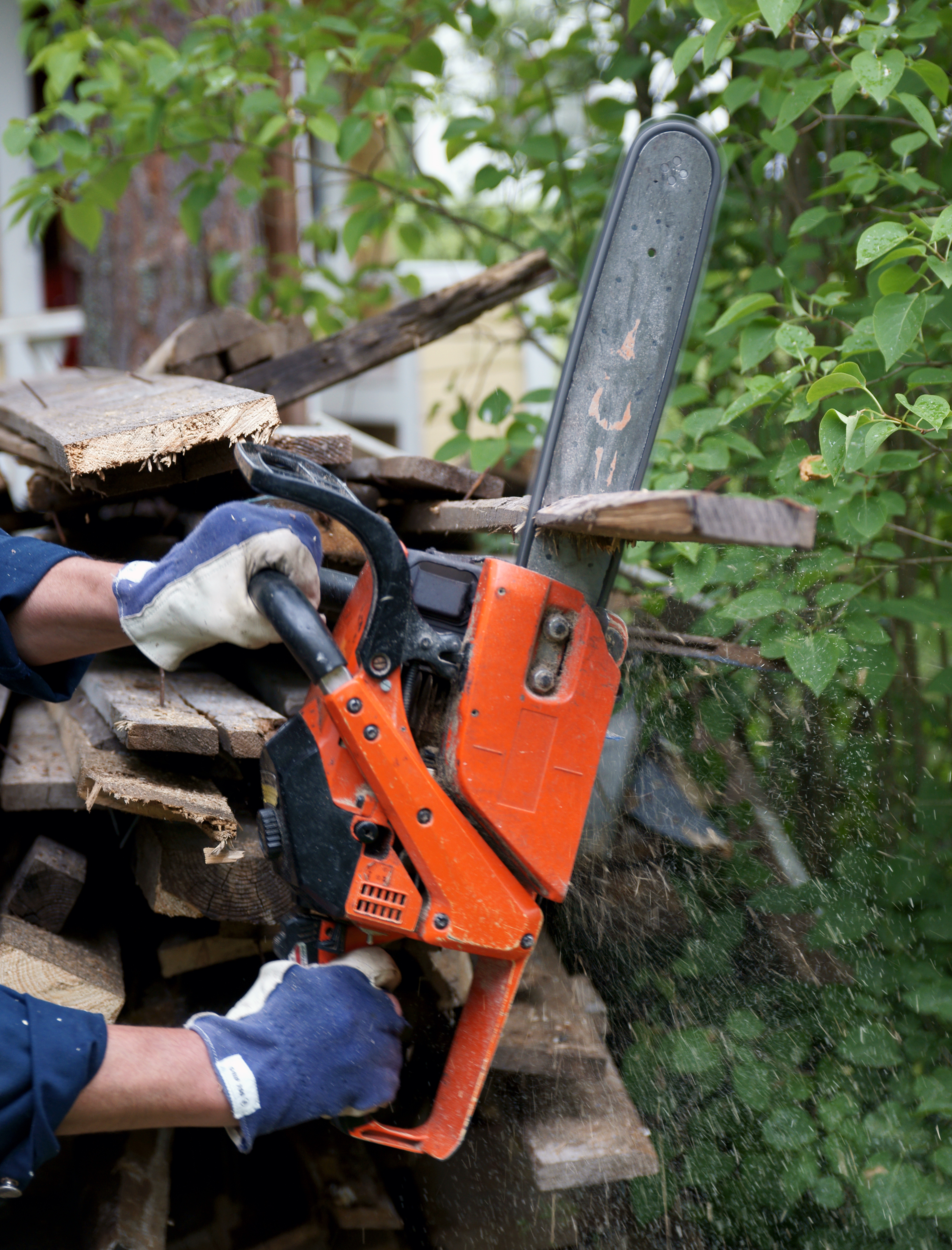
Tronçonneuse en action.

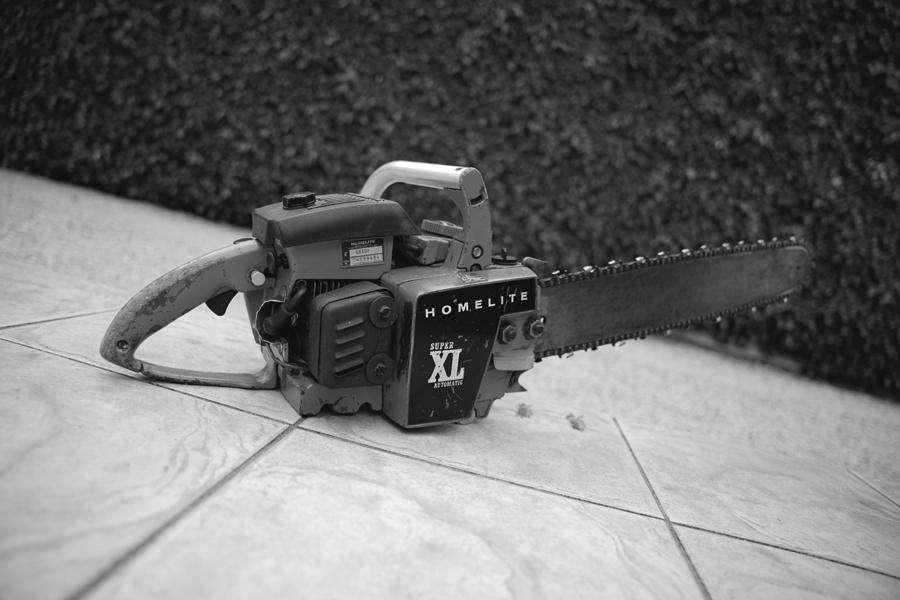
Homelite Super XL 12 automatic Chainsaw.

Une tronçonneuse, aussi appelée scie mécanique ou encore scie à chaîne (Québec), est une scie motorisée et portable de taille et de puissance variables. Elle est généralement alimentée par un mélange deux temps, ou par l'électricité (filaire ou en batterie).

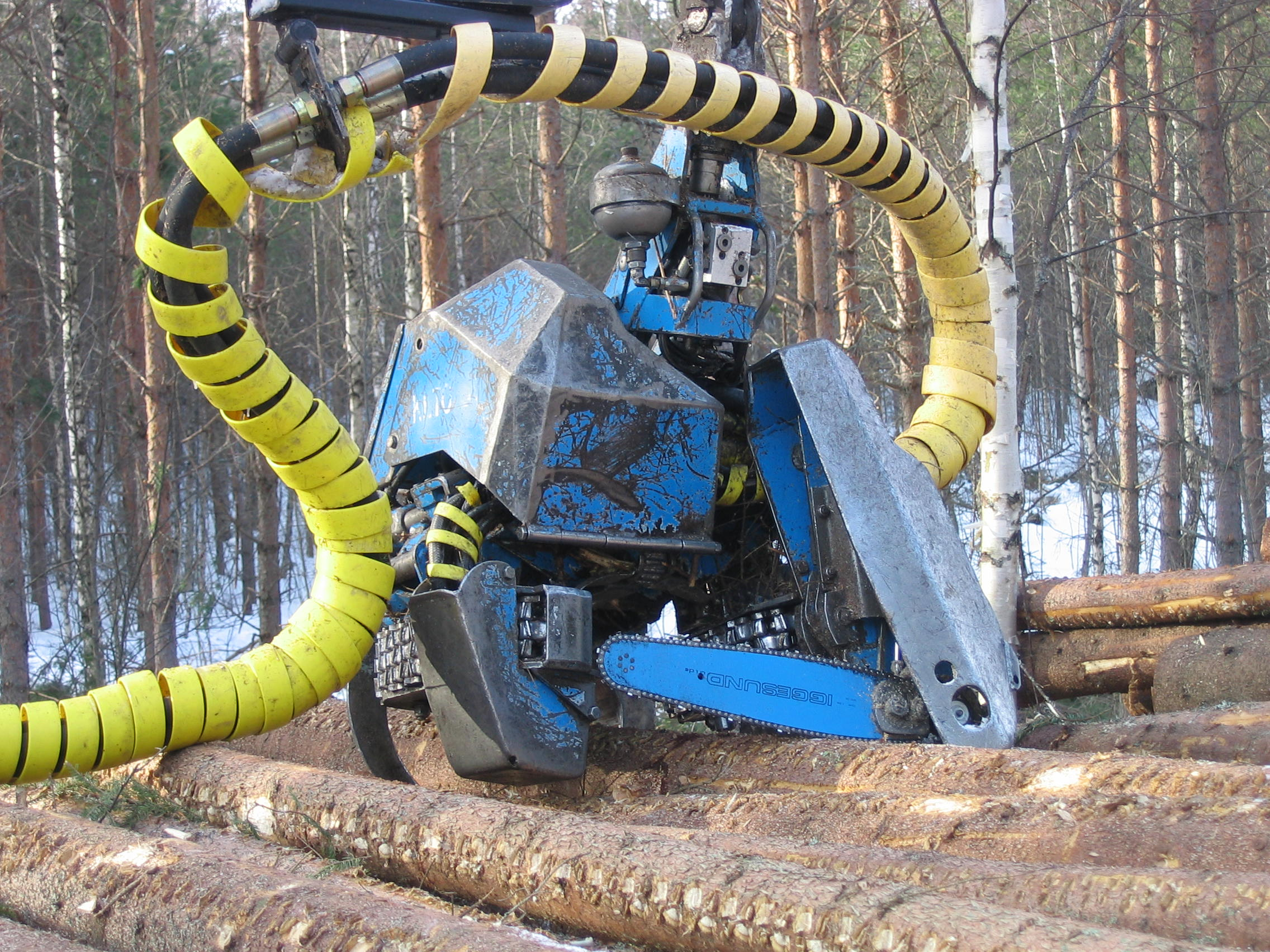
Tête d'abattage d'une abatteuse Valmet avec sa tronçonneuse en bas à droite de la machine.

Son emploi comme outil manuel est commun dans l'agriculture générale ou spécialisée — sylviculture, sylvopastoralisme, agroforesterie, pré-verger, arboriculture, castanéiculture… —, en bûcheronnage, en espaces verts — par les élagueurs —, en jardinage — par les particuliers. C'est aussi une des pièces essentielles de la tête d'abattage d'une abatteuse.
Son utilisation est essentiellement l'abattage d'arbres, l'élagage, la taille des haies, la coupe de bois de chauffage, et d'autres travaux d'entretien des espaces verts.
On distingue principalement en fonction  de l'utilisation la tronçonneuse d'abattage, machine robuste à grande lame, et l'élagueuse, machine légère à lame courte. Élagueuse ne doit pas être confondu avec arboriste-élagueuse, technicienne d'entretien des arbres.

## Description et fonctionnement
Les tronçonneuses sont constituées d'un moteur, d'une lame comprenant un guide-chaîne et une chaîne de coupe. Le moteur est généralement un petit moteur à deux temps ; certains modèles, pour des petites puissances, utilisent un moteur électrique se raccordant au courant domestique, voire un moteur rotatif pneumatique comme la quasiturbine. On trouve maintenant aussi des tronçonneuses électriques fonctionnant avec des batteries rechargeables. Les tronçonneuses d'abatteuses sont généralement mues par un moteur hydraulique rapide. Il peut en être de même pour les tronçonneuses à béton manuelles ou sur mini-pelle et il en existe aussi à moteur électrique 230 V.
La lame comprend essentiellement un guide rainuré sur lequel glisse la chaîne. Elle est en acier spécial et mesure le plus souvent entre 40 et 90 cm de longueur.
La chaîne est un assemblage de maillons de métal rivetés, similaire à une chaîne de vélo, mais dont les maillons sont dotés d'instruments de coupe. Généralement, chaque maillon de coupe comporte une "dent" à deux parties : une arête tranchante servant de lame, la « gouge », de forme carrée ou demi-ronde et affûtée selon des angles bien précis, et un limiteur de profondeur, le « rabot ». La chaîne est lubrifiée avec une huile spéciale, et nécessite un entretien régulier pour bien fonctionner.
Généralement les tronçonneuses n'ont qu'une dent tous les deux maillons, le moteur entraînant la lame à vitesse assez rapide pour produire une coupe efficace sur du bois tendre.
La tronçonneuse d'abattage se tient à deux mains ; la poignée de commande à gâchette de sécurité est fixée à l'arrière du moteur. La poignée avant est située au-dessus du moteur juste derrière la lame ; elle est précédée d'un protège-main qui actionne automatiquement le frein de lame en cas de ressaut brusque de la lame. Il est déconseillé de couper avec le bout de la lame (zone de rebond).

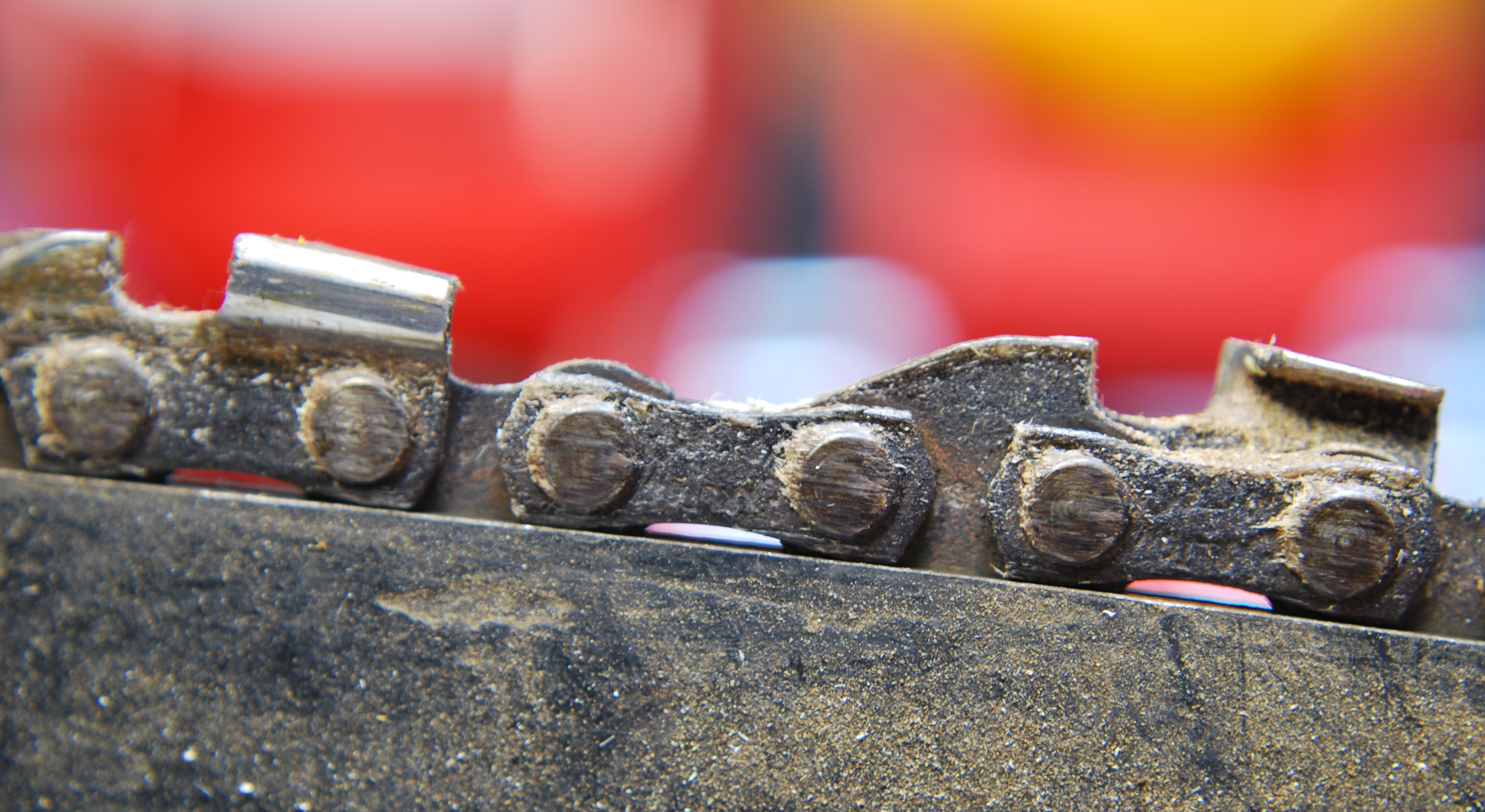
Détail d'une lame de tronçonneuse.
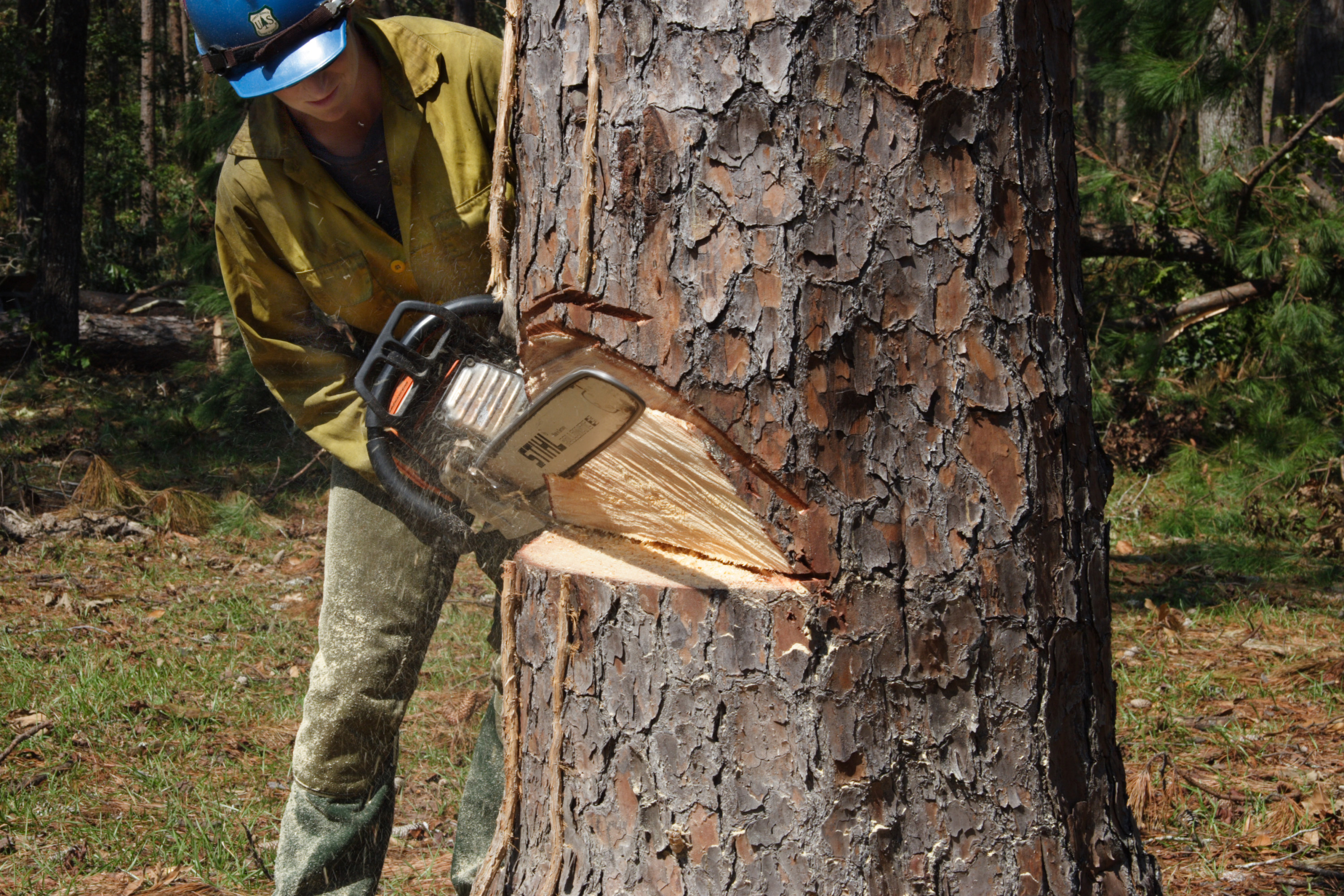
Tronçonnage d'un arbre.
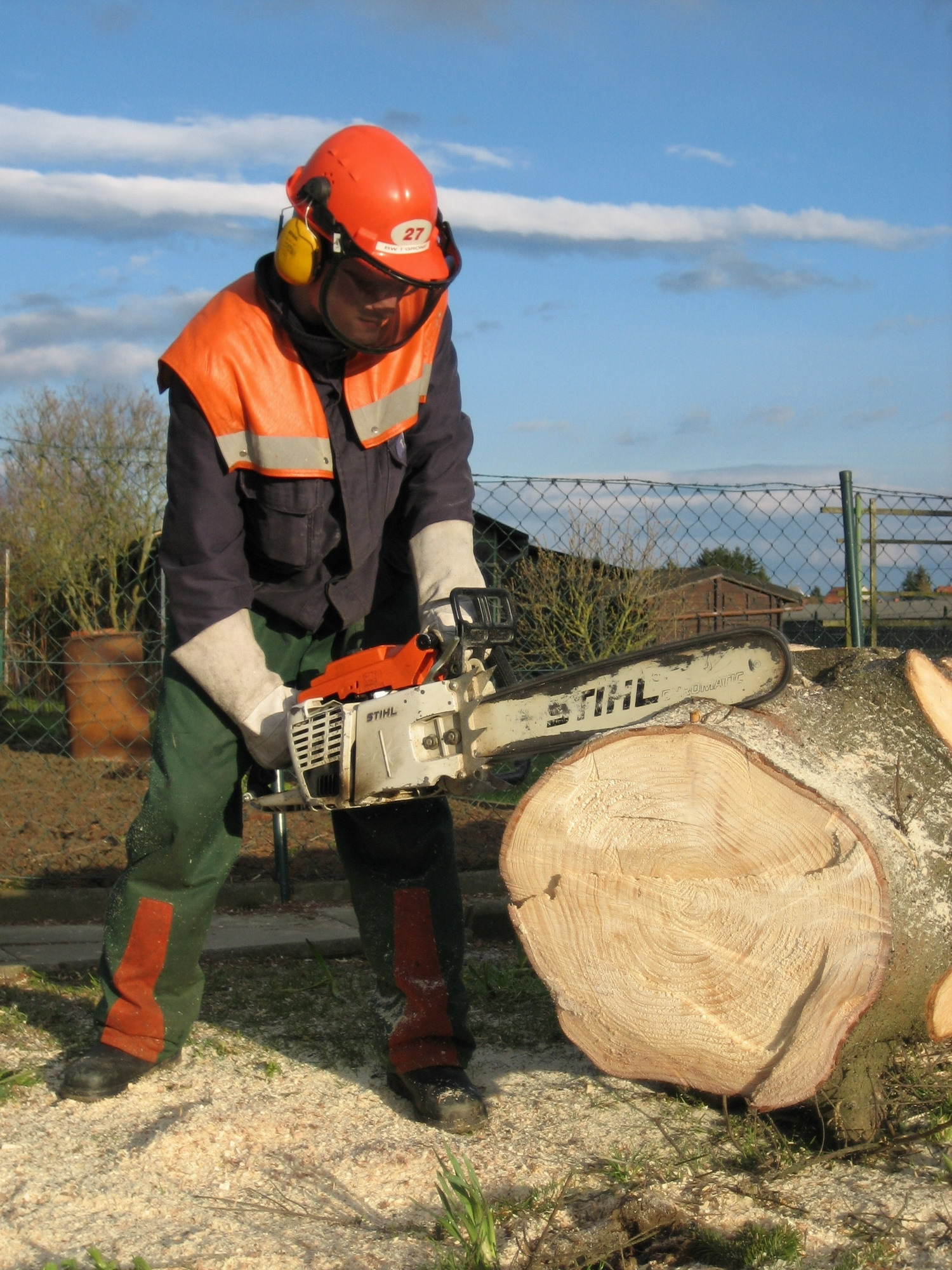
Découpe d'un tronc.
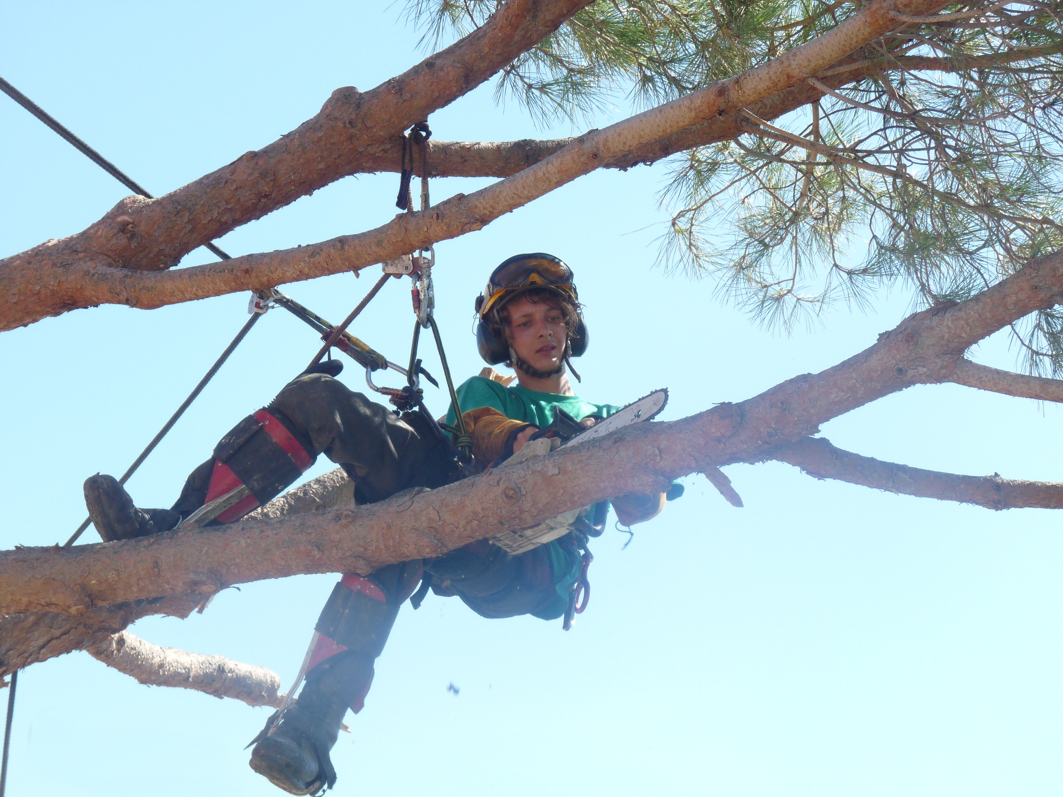
Élagage d'un pin.

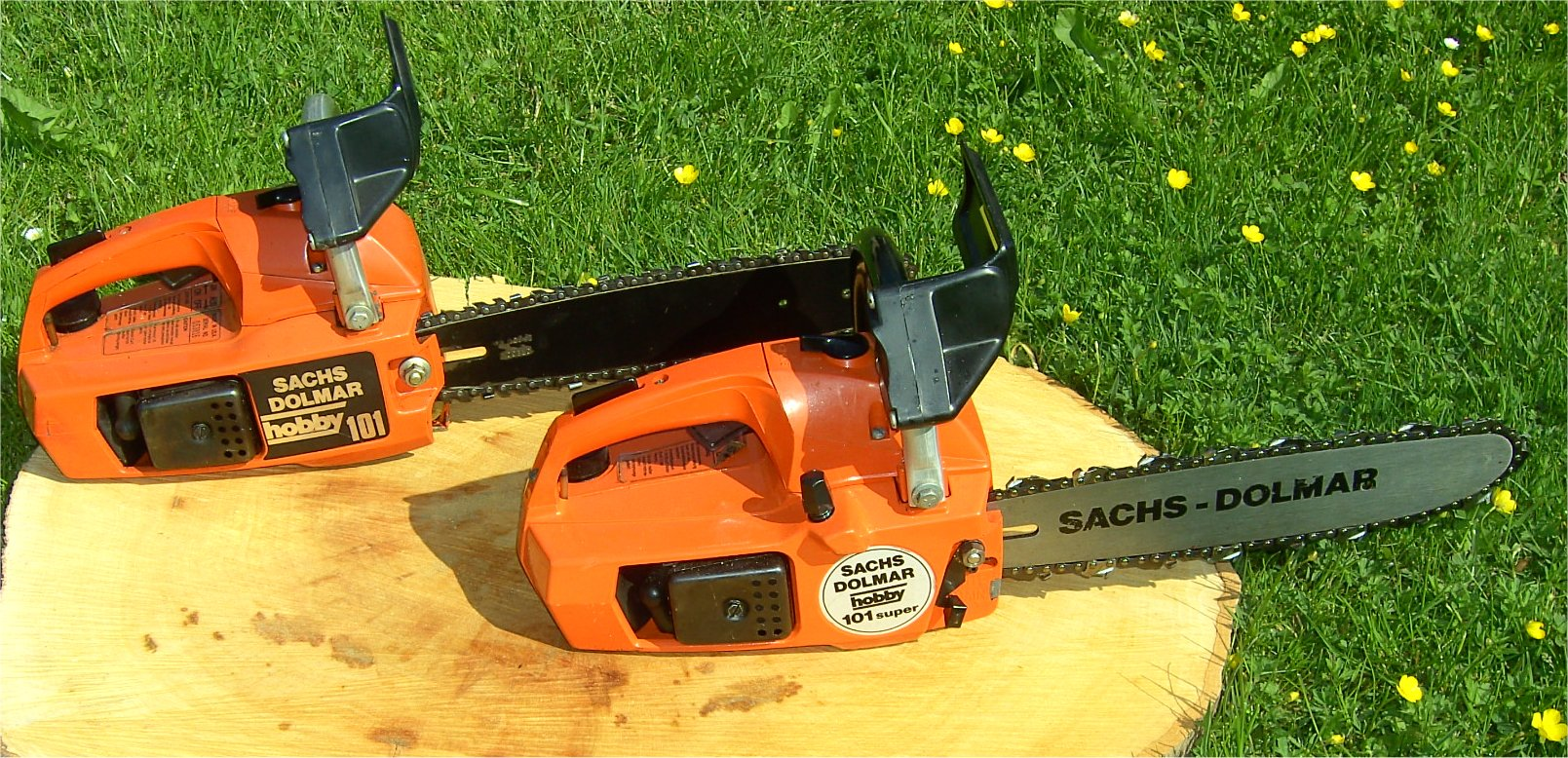
Tronçonneuses Dolmar à poignée sur le dessus utilisables comme élagueuses ou en débitage de bûches.

L'élagueuse est une machine légère avec une lame plus courte et plus fine. Elle doit pouvoir être mise en œuvre éventuellement avec une seule main. La poignée de commande est alors située au-dessus du moteur, au-dessus du barycentre de la machine pour permettre une manipulation aisée. Elle possède généralement un anneau à l'arrière du moteur qui permet de l'accrocher à une ceinture à outils lors de la grimpe (accrobranche) ou à un piton lors de l'entretien ou de la pause. Quelques machines très légères peuvent être tenues au moyen d'une crosse à gâchette (mini-scie à chaîne).
Il existe aussi de petites élagueuses spéciales pouvant être fixées à l'extrémité d'une perche d'élagage. Cet outil permet à l'élagueur de travailler en restant au sol dans le cas d'arbres assez petits.

## Histoire

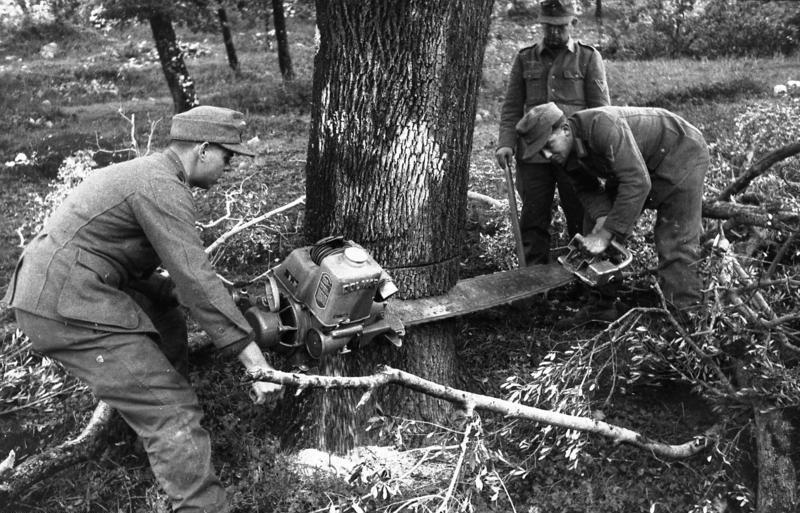
Tronçonneuse à deux hommes utilisée par des militaires italiens, alliés de l'Allemagne, 1943.

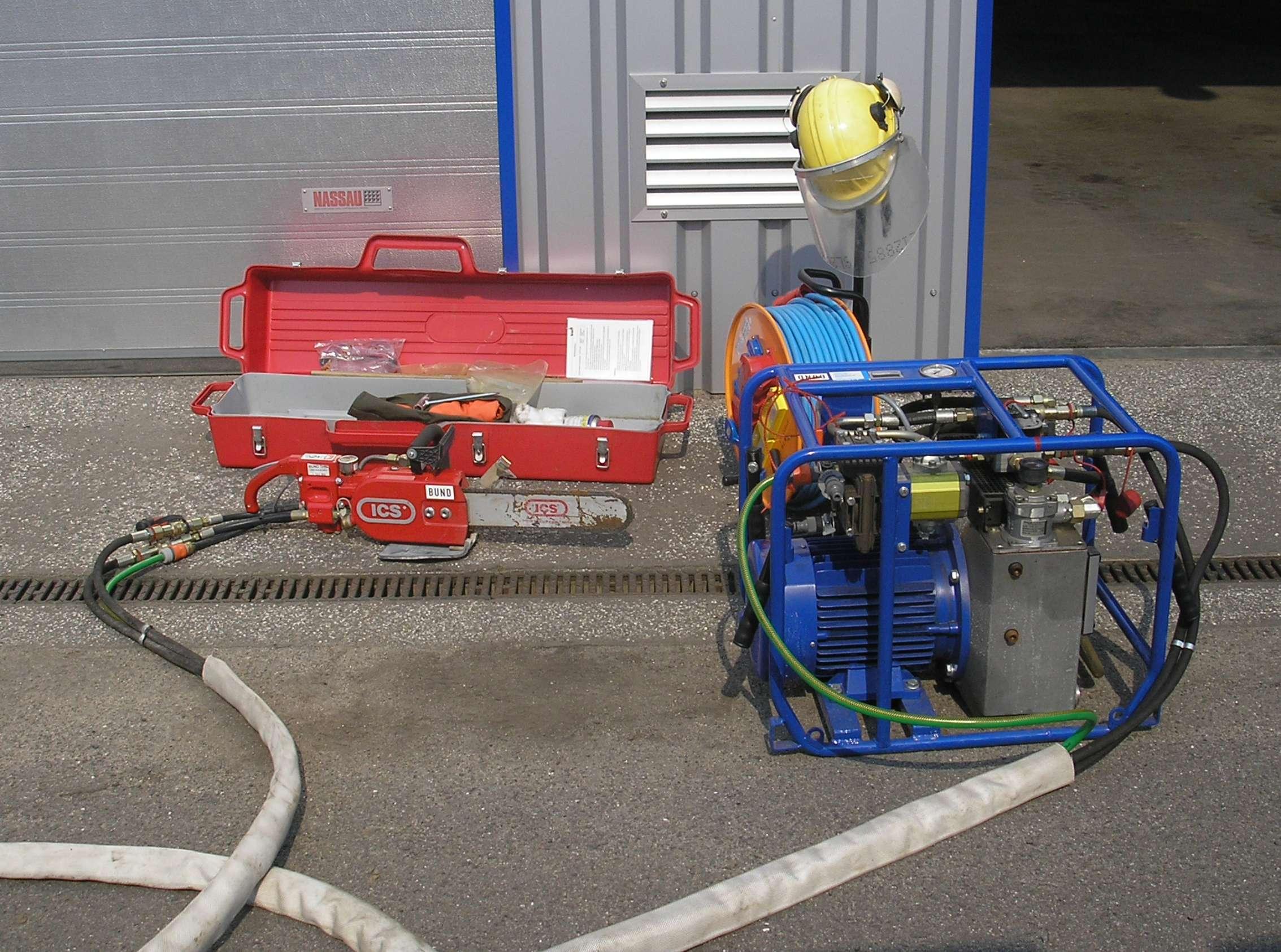
Tronçonneuse à béton ; un groupe essence procure l'énergie hydraulique pour l'entraînement de la scie et assure la circulation de l'eau de lubrification.

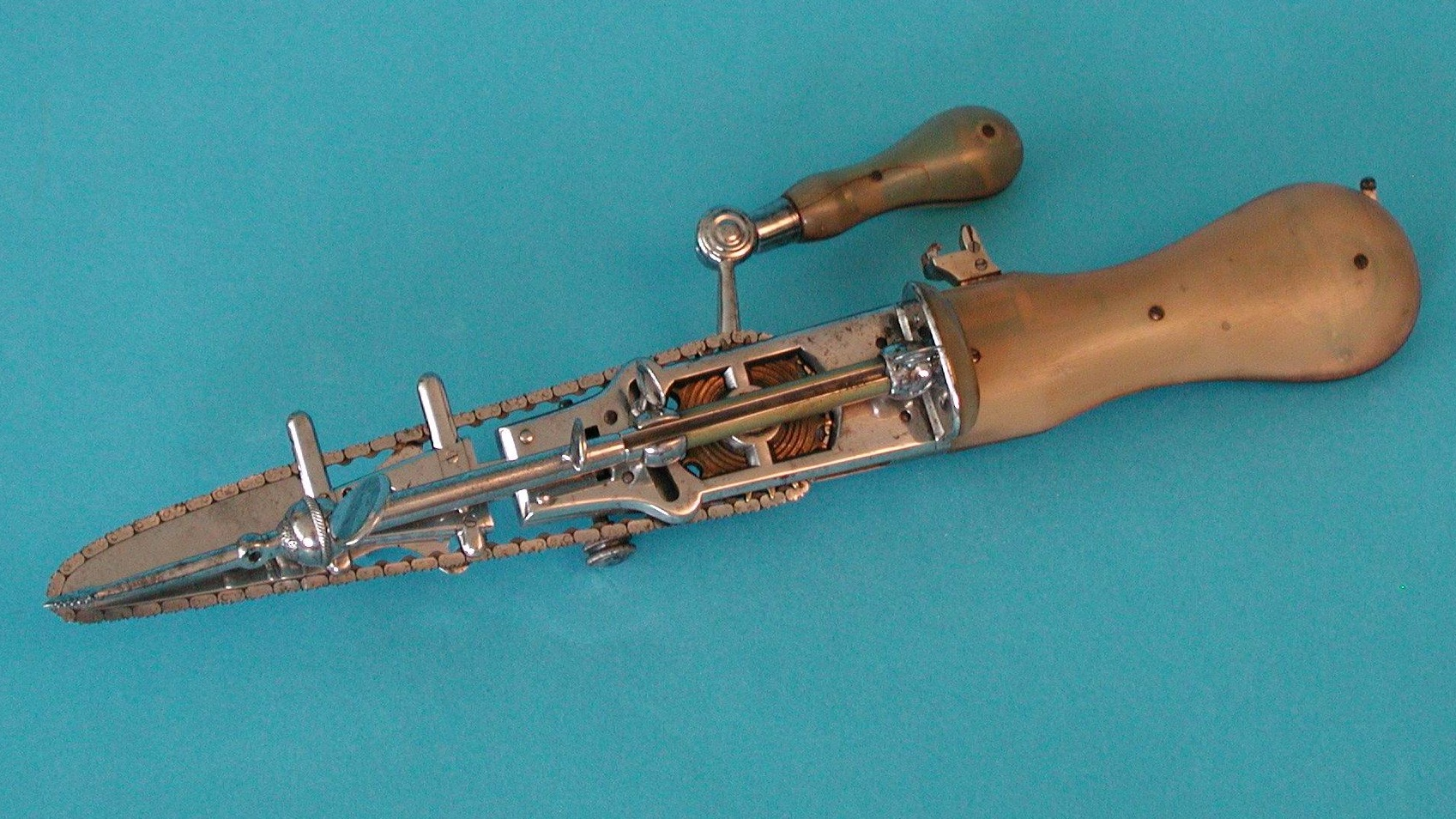
L'ostéotome à chaîne du chirurgien Bernard Heine (pièce de musée).

### Pour couper du bois
Il y a des débats sur l'origine des tronçonneuses, mais deux importants contributeurs sont Joseph Buford Cox et Andreas Stihl. Ce dernier a développé et breveté une tronçonneuse en 1925 et une tronçonneuse à gasoil en 1929, puis une société pour la production en masse de ces produits. La première tronçonneuse à essence fut commercialisée en 1927 par un autre inventeur allemand, Emil Lerp. Sa femme donne le nom « Dolmar » à son entreprise, qui fait aujourd'hui partie du groupe Makita et produit encore toutes ses tronçonneuses thermiques en Allemagne.
Depuis leur introduction, les tronçonneuses sont devenues un outil primordial de la coupe des arbres. Cependant, évolution technologique aidant, les bûcherons de résineux sont remplacés par des équipements motorisés (abatteuses) qui effectuent un ensemble d'opération (abattage, élagage et débitage) plus rapidement que l'homme. Les feuillus sont encore souvent abattus manuellement, à la tronçonneuse, car leur forme bien plus irrégulière que celle des résineux se prête moins à la mécanisation.
Avant l'invention de la tronçonneuse, il était difficile pour les entreprises de coupe d'abattre les arbres plus rapidement que leur repousse. L'apparition de tronçonneuses légères et efficaces a définitivement modifié cette situation, ce qui constitue un évènement marquant, tant sur le plan écologique que sur le plan politique.
Les principaux fabricants sont Stihl, Poulan, Dolmar, Jonsered, Husqvarna, McCulloch, PPK, Solo, Partner, Echo, Makita…
Les tronçonneuses électriques sont moins bruyantes et plus simples d'utilisation que les tronçonneuses thermiques, mais ont moins de puissances et sont limitées par leur fil d'alimentation.
Depuis peu des tronçonneuses électriques « professionnelles » (de 2 à 5 kg) apparaissent (Dolmar, Stihl et Pellenc), équipées de batterie, moins bruyantes, moins polluantes pour l'utilisateur, plus faciles à faire démarrer et à entretenir. Au moins un fabricant propose en 2012 une station de charge photovoltaïque adaptée. Pour un des modèles, la batterie est portée comme un sac à dos. En 2012, ces matériels semblent plus adaptés aux petits travaux et chantiers urbains.

## Autres utilisations et machines voisines
Certaines utilisations nécessitent, des chaînes spéciales plus robustes ne provocant pas d'étincelles et lubrifiées à l'eau pour éviter les explosions ; le moteur peut être pneumatique ou hydraulique :
- entretien des charpentes (mines, bateaux …),
- scies de désincarcération (césarisation) des pompiers,
- tronçonneuses à pierre, brique et béton.

D'autres machines fonctionnent sur le même principe : une chaîne coupante glissant sur un guide :
- tronçonneuse à deux hommes, elle permet d'abattre de très gros arbres ou de débiter  des planches,
- la même machine automatisée et bien guidée permet de débiter du bois d'œuvre sur une scierie mobile avec une seule personne (Chainsaw mill (en)) ou en menuiserie,

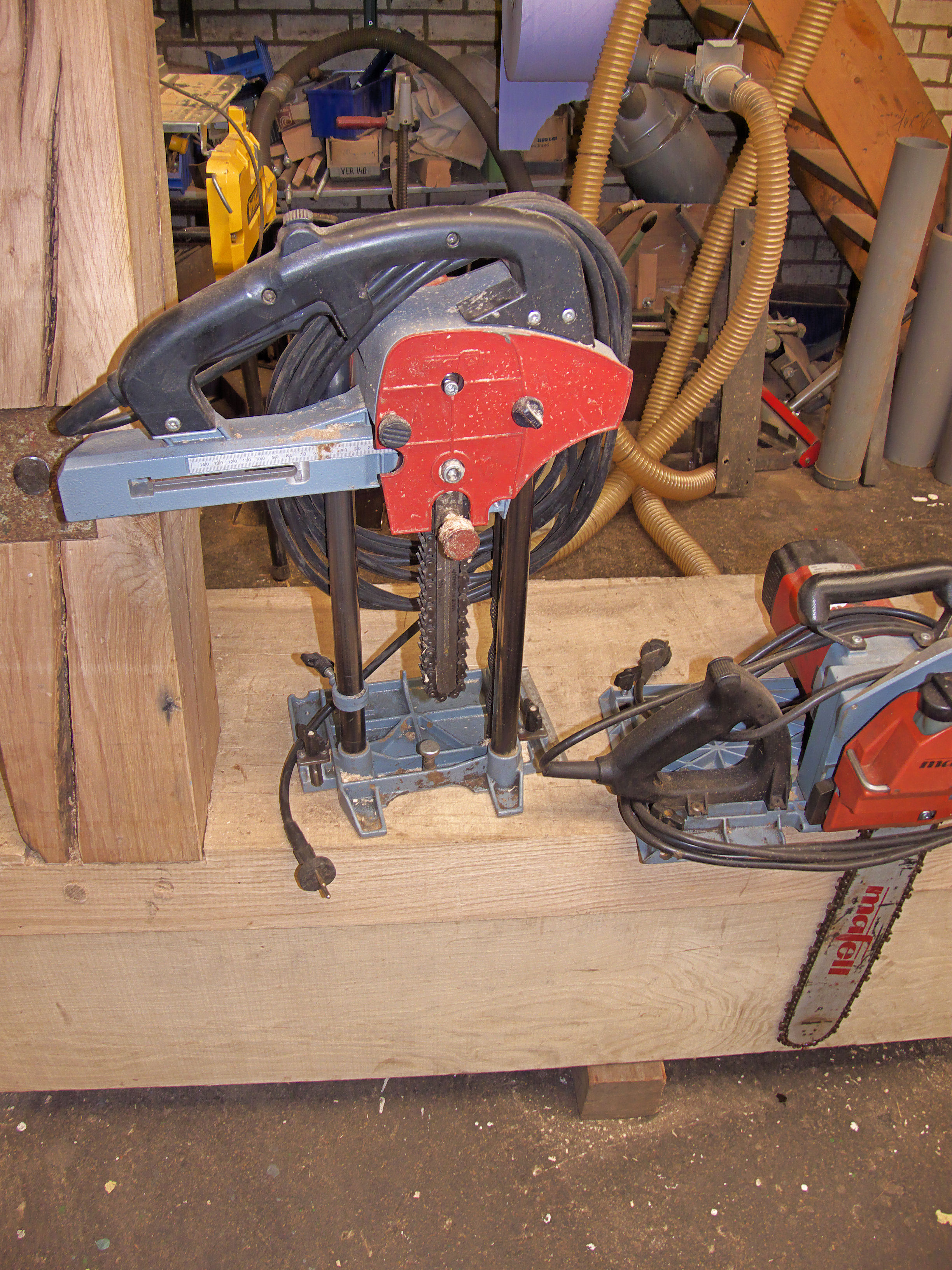
Mortaiseuse à chaîne et scie guidée à chaîne pour le façonnage (appareils électriques d'atelier).

- Mortaiseuse à chaîne et scie guidée à chaîne pour le façonnage (appareils électriques d'atelier).mortaiseuse à chaîne.

### Utilisation médicale
Au XVIIIe siècle des prototypes d'instruments médicaux étaient des tronçonneuses destinées à faire une Symphysiotomie (en) pour faciliter la naissance. Les médecins écossais John Aitken et James Jeffray en auraient été les inventeurs. L'outil ne fut jamais largement utilisé. il a également existé un ostéotome à chaîne destiné au traitement des os.

## Risques liés à l'utilisation d'une tronçonneuse

### Accidents
L'utilisation de la tronçonneuse n'est pas sans danger. Ainsi l'indice de fréquence des accidents (nombre d'accidents avec arrêt de travail pour 1 000 salariés) en exploitation forestière en France a diminué depuis la fin des années 1990 mais reste élevé : 154 contre 39 pour l'ensemble du secteur agricole, en 2004, selon la Caisse centrale de la mutualité sociale agricole (CCMSA)[réf. nécessaire].
En 2017, on estime que plus de 300 accidents graves surviennent chaque année avec une tronçonneuse en France. Plus de 80 % sont liés à la chaîne de coupe, mais des explosions ou des départs d'incendie de l'engin ont également lieu. En Belgique, on estime que quarante à cinquante accidents ont lieu par an.

### Équipements de protection individuelle

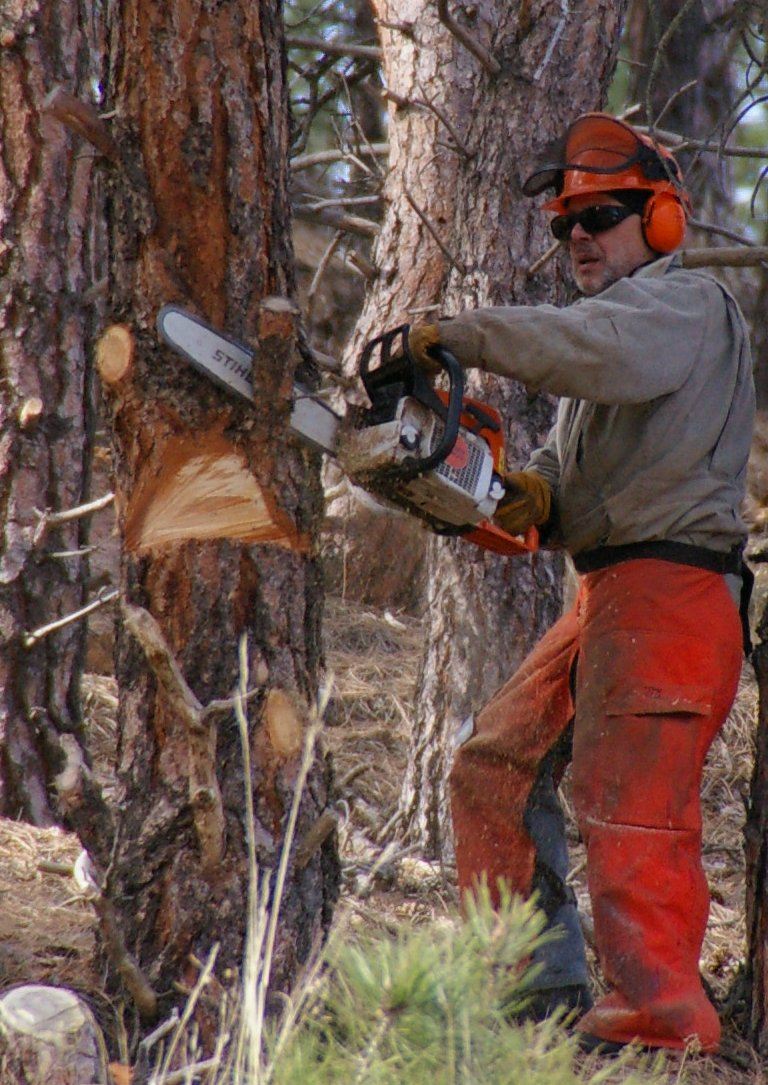
Cet utilisateur de tronçonneuse porte un casque avec protection auditive, des gants de travail, un pantalon et des chaussures de sécurité. Il n'a pas rabattu sa visière, mais porte des lunettes.

En règle générale, toute personne utilisant une tronçonneuse devrait porter les équipements de protection individuelle (EPI), à savoir :
- pantalon de sécurité anti-coupure[11] ;
- chaussures ou bottes de sécurité anti-coupure, anti-dérapantes et anti-perforation ;
- casque forestier complet, avec visière pour éviter les projections et protection auditive.

En plus de ces EPI de base, on ne peut que conseiller le port de :
- gants de travail ;
- veste de couleur vive.

Les protections EPI sont constituées de fibres résistantes tressées en couches alternées. Leur but est ainsi de bloquer la lame dès qu'elle entre en contact avec le vêtement. Quatre classes de vêtements sont retenues, correspondant à une vitesse de lame : la classe 0 protège contre les lames allant jusqu'à 16 m/s, la classe 1 jusqu'à 20 m/s, la classe 2 jusqu'à 24 m/s et la classe 3 jusqu'à 28 m/s.

### Règlementation

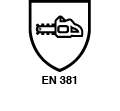
Logo de la norme EN 381.

Les vêtements de protection pour les utilisateurs de scies à chaîne tenues à la main doivent répondre à la norme européenne EN 381 et porter le logo EN 381 avec une tronçonneuse. Il est à noter que dans de nombreux pays (France, Suisse, etc.) le port des équipements de protection individuelle est obligatoire pour les bûcherons salariés.
La norme prescrit également 4 classes correspondant à la vitesse de la chaîne avec laquelle les tests ont été effectués. Toutes les classes ne sont pas forcément utilisées dans chaque partie de la norme.
- Classe 0 : 16 m/s
- Classe 1 : 20 m/s
- Classe 2 : 24 m/s
- Classe 3 : 28 m/s

La norme est divisée en plusieurs parties, chaque partie étant spécifique à une partie du corps :
- EN 381-5 : Équipements de protection individuelle - protège-jambes ;
- EN 381-7 : Exigences relatives à la tronçonneuse des gants de protection ;
- EN 381-9 : Exigences pour les scies à chaîne ;
- EN 381-11 : Règles pour la partie supérieure du corps.

Le service Prévention des risques professionnels de la Mutualité sociale agricole organise souvent des journées de formation et de prévention pour limiter les risques.

### Permis
Une certification européenne sur quatre niveaux est mise en place. Le premier niveau, ECC1, est celui de certification minimum en ce qui concerne l'entretien et l'utilisation de l'outil. Il est souvent appelé « permis tronçonneuse », il est valable à vie et dans l'Union européenne. Le niveau ECC2 vise l'abattage des arbres de petit diamètre, le niveau ECC3 les arbres de gros diamètre, et le niveau ECC4 les coupes complexes, notamment les arbres déracinés ou encroués,.
En France, à partir du 5 décembre 2017, le permis tronçonneuse, une formation coûtant environ 250 €, devient obligatoire pour les professionnels ou les pompiers, mais reste optionnel pour les particuliers.
En Belgique, le permis tronçonneuse est obligatoire en Flandre à partir de septembre 2019, et certaines entreprises wallonnes l'exigent également.
Au Canada, la formation en abattage manuel, qui comprend l'utilisation de la tronçonneuse, est obligatoire pour les travailleurs. Celle-ci, d'une durée de seize heures, n'est pas requise pour une utilisation ponctuelle, comme le tronçonnage du bois de chauffage ou l'abattage d'un arbre isolé.

## Entretien

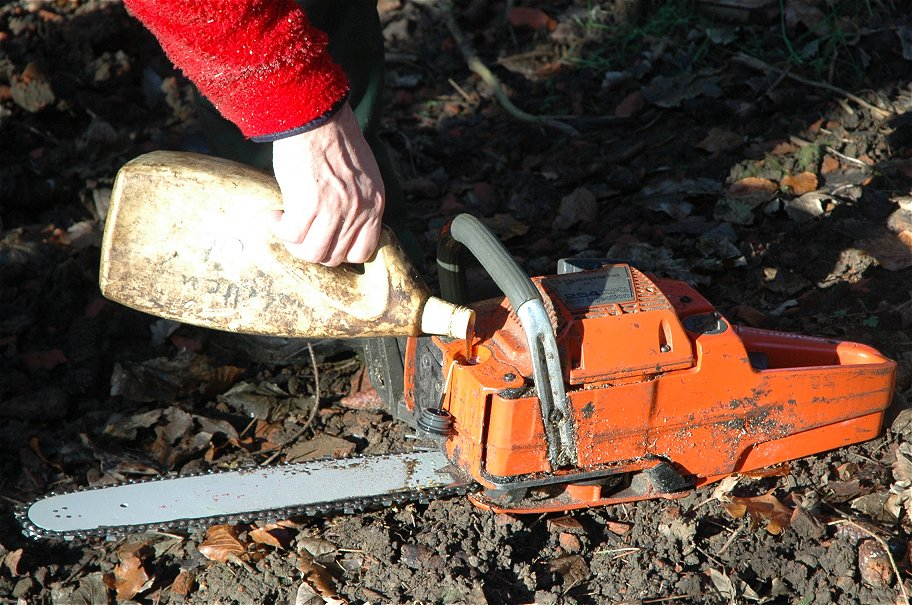
Remplissage du réservoir d'huile de chaîne.

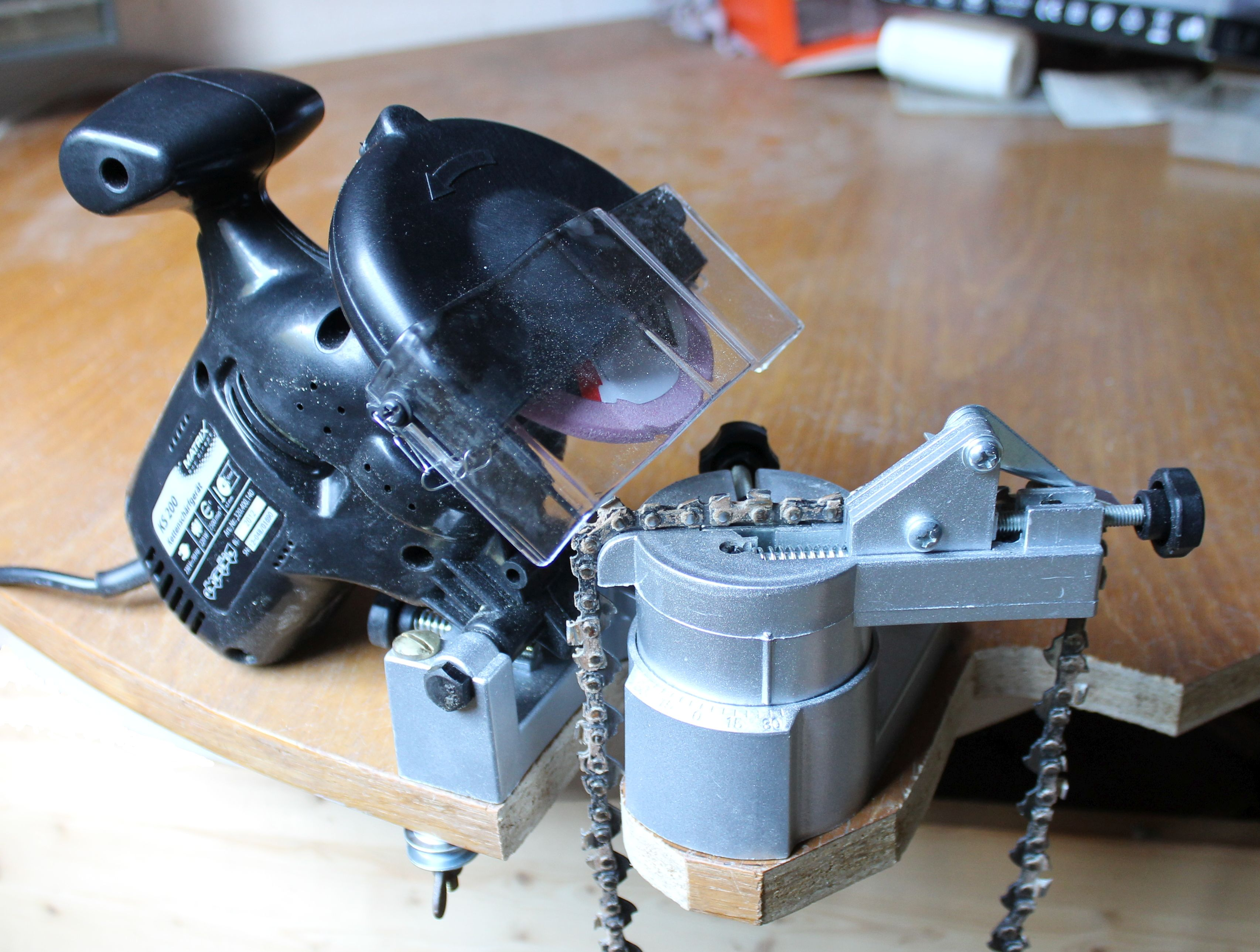
Un affûteur de chaîne.

Une tronçonneuse possède habituellement deux sources de lubrification. Comme la plupart des moteurs à deux temps, le carburant essence utilisé est mélangé à 2,25 à 2,5 % d'huile pour la lubrification du groupe mobile embiellage et piston. Un second réservoir contient une autre huile spécifiquement conçue pour la lubrification du guide et de la chaîne ; cette huile est généralement appelée « huile de chaîne ». Le contenu de ce réservoir est connecté à une pompe à vis (à débit réglable ou pas) qui injecte l'huile de chaîne dans le tuyau de distribution connecté au guide. À titre de précaution, il est souvent rempli en même temps que le réservoir de carburant Si la tronçonneuse fonctionne sans huile de chaîne, ou bien si l'huile utilisée n'est pas appropriée, la chaîne a un fort risque de se briser. Les précautions habituelles sont à prendre avec le carburant ; il faut notamment éviter de remplir d'essence une tronçonneuse à la lame brûlante.
En présence de certaines essences de bois, notamment les résineux, l'opérateur doit dégager manuellement les sorties d'huile, qui sont bouchées par les particules qui collent aux trous laissant s'écouler l'huile. Les particules de bois peuvent également boucher le filtre à air. Dans ce cas, il doit être dégagé à la main, mais en opération normale, ce problème ne survient guère. Plusieurs opérateurs le frottent avec de l'essence pure, car l'huile favorise l'adhérence des particules. Le meilleur moyen de nettoyer le filtre à air est la soufflette d'air comprimé.
La chaîne doit être bien affûtée — le terme aiguiser étant plutôt destiné aux lames comme celles des couteaux — pour assurer une coupe aisée. Une tronçonneuse coupe le bois sans qu'il soit nécessaire de forcer. On peut utiliser une lime ronde, trapèze, trapèze double ou triangle montée sur un guide, ou recourir à une affûteuse électrique spécialement conçue à cet effet. Dans ce cas, il faut démonter la chaîne. Le guide assure que les gouges soient affûtées selon le meilleur angle. Un affûtage à la main peut donner un meilleur résultat s'il est bien réalisé, mais les affûteuses électriques sont plus rapides, surtout lorsque la chaîne est abîmée ou salie. Lorsqu'elles sont composées de carbures, les dents requièrent une technique d'aiguisage nécessitant l'intervention d'un spécialiste, sinon, les chaînes classiques peuvent être affûtées par leurs utilisateurs. Il ne faut pas hésiter à changer une chaîne trop usée, ou abîmée, ou qui a trop chauffé. Une chaîne qui casse en fonctionnement est un danger majeur. En même temps que l'affûtage, il peut être nécessaire de rectifier le guide chaîne.
Élément de sécurité essentiel, un bon affûtage permet aussi de scier plus rapidement, d'économiser le moteur, la chaîne, et le guide chaîne. En cas de travaux intensifs, on peut utiliser successivement plusieurs chaînes préalablement aiguisées et qui ne seront ré-aiguisées qu'à la fin des travaux, évitant ainsi d'interrompre le travail. À chaque affûtage, le guide chaîne est alors retourné horizontalement afin d'obtenir une usure plus régulière. Le guide chaîne doit être changé s'il présente une trop forte usure de sa gorge — les maillons de la chaîne ne rentrent alors plus complètement dans la gorge — ou une usure très dissymétrique des deux bords de la gorge — ne pas hésiter à s'adresser à un réparateur professionnel. En utilisation normale, le guide chaîne est conservé très longtemps. Son remplacement sur une grosse tronçonneuse peut être coûteux.

## Culture

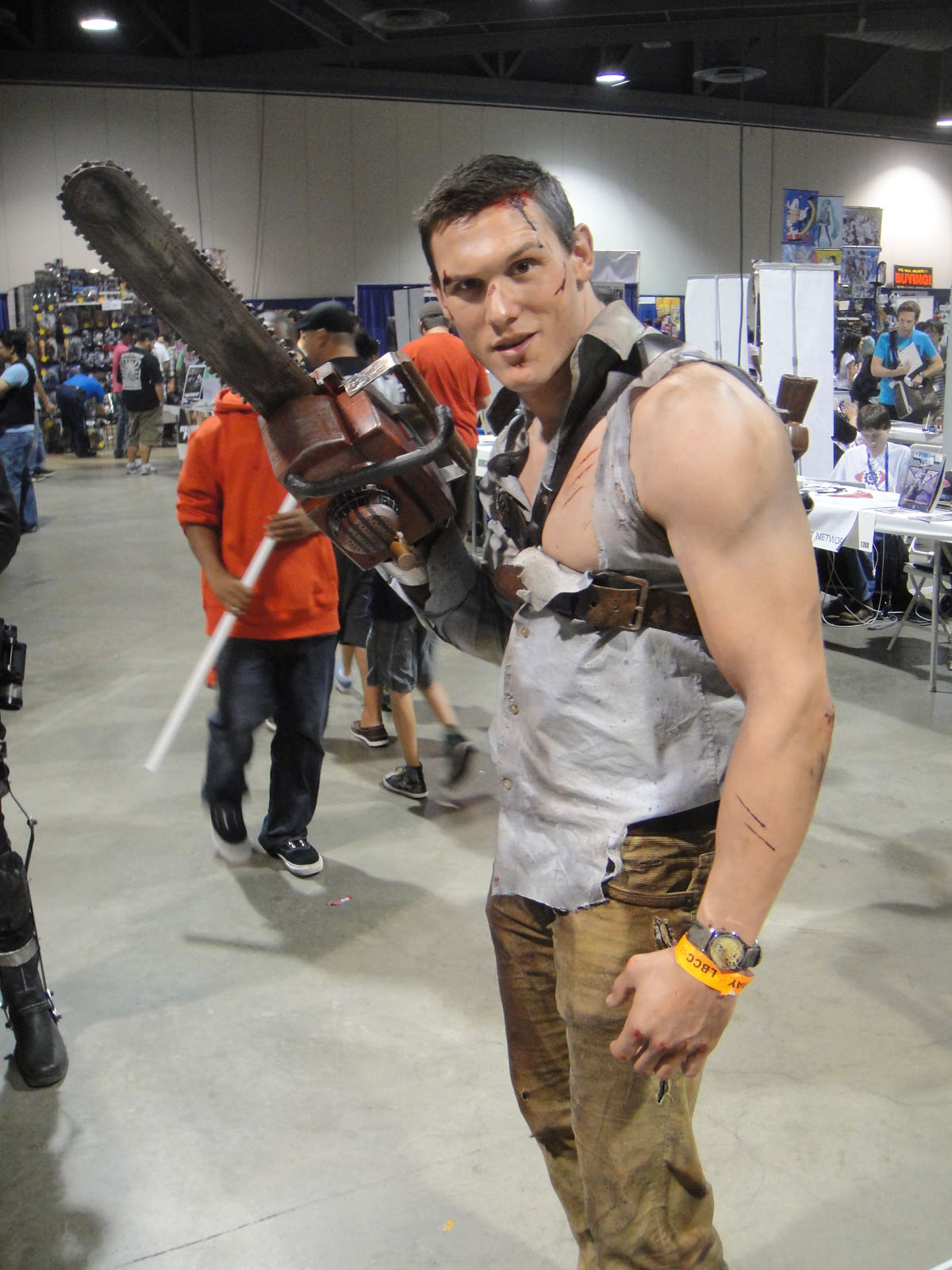
Un cosplay de Ash Williams, du film Evil Dead 3, qui porte une tronçonneuse greffée au bras.

Le film de guerre Le Dernier Train du Katanga, sorti en 1968, comprend de nombreuses scènes de torture, lors desquelles la tronçonneuse est utilisée. Par la suite, l'engin apparaît dans les films The Wizard of Gore, La Dernière Maison sur la gauche, Scarface, mais c'est surtout le film Massacre à la tronçonneuse qui va associer les films d'horreur aux tronçonneuses, parmi lesquels on cite Evil Dead ou l'Armée des morts. Les tronçonneuses apparaissent aussi dans des jeux vidéo tels que Resident Evil, Doom, Grand Theft Auto, Silent Hill, Killing Floor ou encore Left 4 Dead 2.
Dans Warhammer 40,000, les tronçonneuses sont des armes assez répandues dans l'Imperium et aussi parmi ses ennemis, mais modifiées de manière à être prises en main comme une épée.
Dans Gears of War, le fusil d'assaut Lanzor possède une tronçonneuse en guise de baïonnette.
De façon plus marginale, la tronçonneuse a aussi été utilisée en musique par des groupes tels que Jackyl (hard rock) ou Gloomy Grim (black metal). Des magiciens aiment couper en deux leurs collègues avec une vraie tronçonneuse, la plupart du temps le tour de magie est préparé, sans aucun  problème de santé.
Dans le manga Chainsaw Man , le héros principal Denji est le démon tronçonneuse, un démon avec une lame de tronçonneuse sur le front et deux plantées dans les bras .
Dans le manga Black Lagoon, la nettoyeuse de cadavre Frederica Sawyer utilise comme outil principal une tronçonneuse pour effectuer son travail.

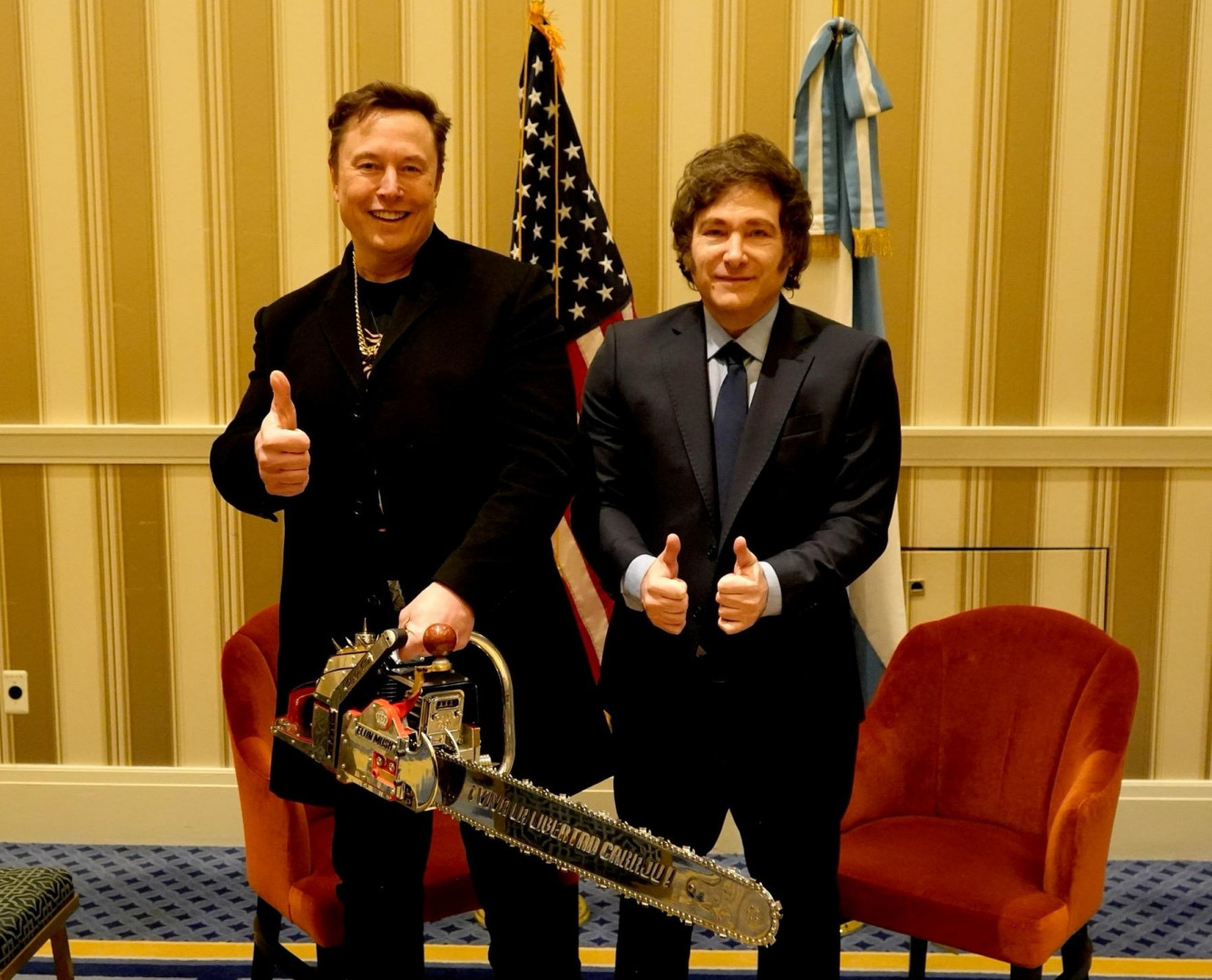
Elon Musk tenant une tronçonneuse offerte par le président argentin Javier Milei, le 20 février 2025.

Le président argentin Javier Milei a fait de la tronçonneuse un de ses symboles, la brandissant lors de meetings pour symboliser sa politique de coupes budgétaires et de suppression de ministères. Ce même symbole est repris par Elon Musk aux États-Unis en février 2025,. 

## Sculpture sur bois

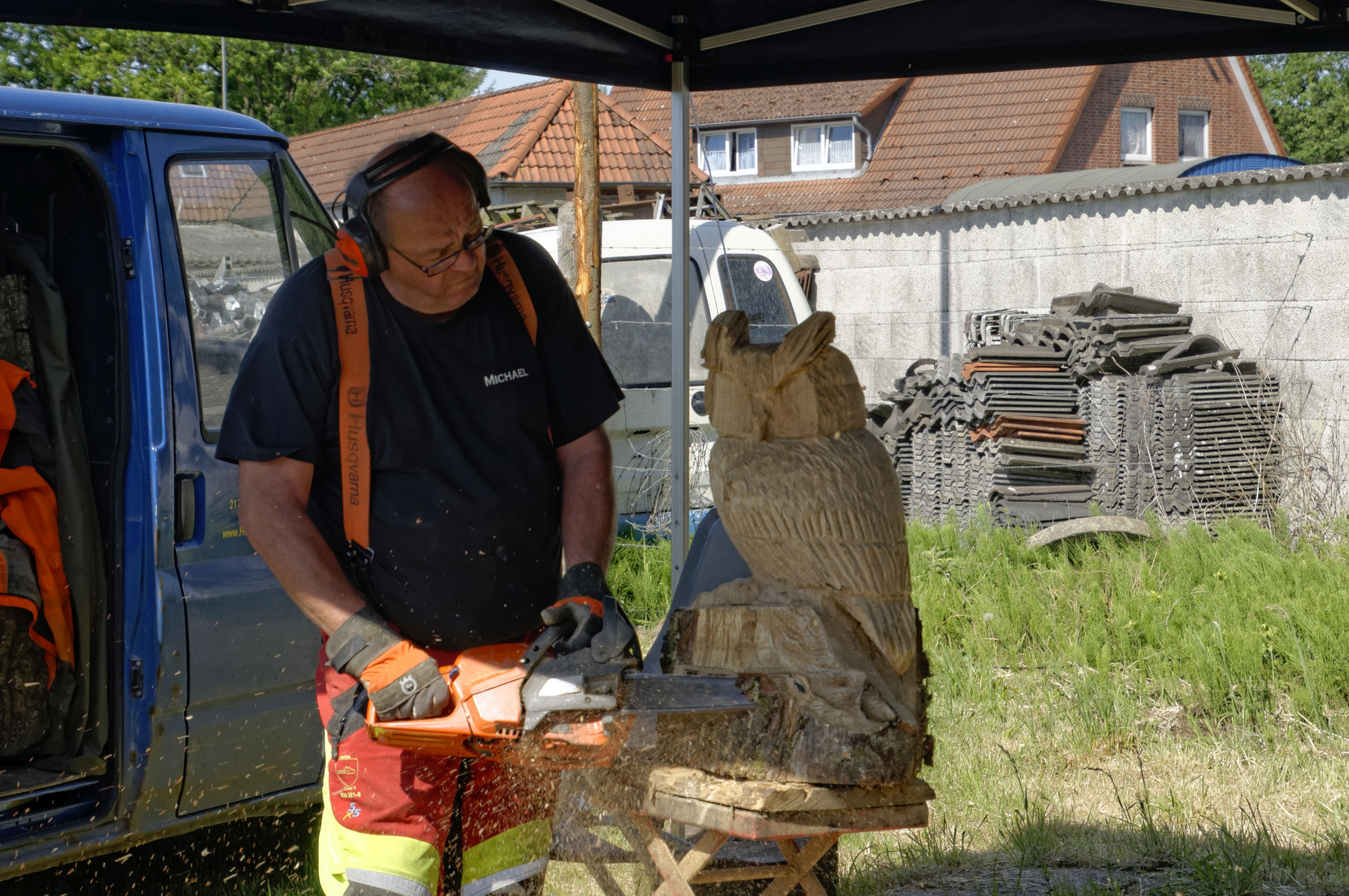
Sculpture d'un hibou.

Certains passionnés se servent d'une tronçonneuse afin de sculpter des arbres abattus,,.